# Paralichthys albigutta
Paralichthys albigutta is een straalvinnige vis uit de familie van schijnbotten (Paralichthyidae), orde platvissen (Pleuronectiformes), die voorkomt in het noordwesten en het westen van de Atlantische Oceaan. De vis kan maximaal 71 centimeter lang en 2830 gram zwaar worden. Paralichthys albigutta is een zoutwatervis die voorkomt in subtropische wateren op een diepte van 19 tot 130 meter. Hij is voor de visserij van beperkt commercieel belang. De soort staat niet op de Rode Lijst van de IUCN. 